# فرانك دانسيفيك
فرانك دانسيفيك (بالإنجليزية: Frank Dancevic)‏ مواليد 26 سبتمبر 1984 في شلالات نياجارا، أونتاريو، كندا، هو لاعب كرة مضرب كندي بدأ مسيرته كمحترف سنة 2003 يلعب باليد اليمنى ويحتل حالياً المرتبة رقم. 216 (يونيو 22, 2015) في تصنيف رابطة محترفي كرة المضرب. أعلى تصنيف له في الفردي كان المركز الـ 65 في سنة 2007. شارك في دورة الألعاب الأولمبية الصيفية.

## الخط الزمني للفردي
مفتاح
| ف | ن | ن.ن | ر.ن | د# | د.م | ل | أ.أ | ت | غ | ب | ف | ذ | م.خ | ل.ت |

(ف) فاز بالبطولة (ن) وصل النهائي (ن.ن) نصف النهائي (ر.ن) ربع النهائي (د#) الأدوار الأربعة الأولى (د.م) دور المجموعات (ل) شارك في كأس ديفيز (أ.أ) خرج من الأدوار الاولى (ت) خسر التصفيات التأهيلية (غ) غاب عن الحدث أو البطولة (ب) حصل على ميدالية برونزية (ف) حصل على ميدالية فضية (ذ) حصل على ميدالية ذهبية (م.خ) بطولة الماسترز خُفضت إلى مرتبة أقل (ل.ت) البطولة لم تعقد في السنة المعينة.
لتجنب الارتباك وازدواجية الحساب، يتم تحديث هذه المعلومات إما في نهاية البطولة، أو عندما تكون مشاركة اللاعب في البطولة قد انتهت.
| الدورة            | 2002 | 2003 | 2004 | 2005 | 2006 | 2007 | 2008 | 2009 | 2010 | 2011 | 2012 | 2013 | 2014 | 2015 | 2016 | فوز / مشاركة | ف-خ  | فوز % |
| ----------------- | ---- | ---- | ---- | ---- | ---- | ---- | ---- | ---- | ---- | ---- | ---- | ---- | ---- | ---- | ---- | ------------ | ---- | ----- |
| أستراليا المفتوحة | غ    | غ    | ت2   | ت3   | ت3   | د2   | د1   | د1   | غ    | د1   | غ    | ت1   | د1   | ت1   | ت1   | 0 / 5        | 1–5  | 17%   |
| فرنسا المفتوحة    | غ    | غ    | غ    | غ    | ت1   | ت1   | د1   | ت1   | غ    | د1   | د1   | ت3   | ت3   | ت1   |      | 0 / 3        | 0–3  | 0%    |
| بطولة ويمبلدون    | غ    | غ    | ت1   | ت2   | د1   | د2   | د2   | د1   | ت1   | د1   | غ    | ت2   | د2   | ت1   |      | 0 / 6        | 3–6  | 33%   |
| أمريكا المفتوحة   | غ    | ت2   | ت2   | ت2   | ت2   | د1   | د1   | ت1   | ت3   | د1   | ت1   | د2   | د1   | غ    |      | 0 / 5        | 1–5  | 17%   |
| فوز-خسارة         | 0–0  | 0–0  | 0–0  | 0–0  | 0–1  | 2–3  | 1–4  | 0–2  | 0–0  | 0–4  | 0–1  | 1–1  | 1–3  | 0–0  |      | 0 / 19       | 5–19 | 21%   |

## روابط خارجية
- فرانك دانسيفيك على موقع رابطة محترفي التنس (الإنجليزية)
- فرانك دانسيفيك على موقع الاتحاد الدولي لكرة المضرب (الإنجليزية)
- فرانك دانسيفيك على موقع كأس ديفيز (الإنجليزية)
- فرانك دانسيفيك على موقع خلاصة التنس.كوم (الإنجليزية)
- فرانك دانسيفيك على موقع إي إس بي إن.كوم (الإنجليزية)
- فرانك دانسيفيك على موقع أوليمبيديا (الإنجليزية)
- فرانك دانسيفيك على موقع اللجنة الأولمبية الكندية (الإنجليزية)